# Jimmy Wilson
Jimmy Wilson, né en 1903 ou en 1904, était un ouvrier agricole noir américain, célèbre pour avoir été condamné à mort en 1958 en Alabama pour le vol commis avec violence de la somme de 1,95 $,.

## Biographie

### Premières années
Peu d'informations nous sont parvenues sur sa vie.
En 1940, le recensement des États-Unis de 1940 le listait comme vivant en couple à Marion, dans le comté de Perry (Alabama).
Il gagnait sa vie comme homme à tout faire.

### L'«affaire des 1,95$»

#### Crime
À Marion, selon le témoignage de Mme Estelle Baker, âgée de 82 ans, le 27 juillet 1957, Wilson est venu chez elle pour demander du travail à accomplir, comme il en avait l'habitude en tant que son jardinier qui taillait ses haies. Devant son refus, il demanda de l'eau puis s'empara d'elle violemment pour lui demander de l'argent ; elle versa donc 3,95 $. Il prit une poignée de pièces puis s'enfuit et commanda un taxi pour aller boire dans un bar.
Il fut arrêté deux jours après et Mrs Baker le reconnut au cours d'un tapissage.

#### Procès
Le ministère public présenta quatre témoins : la victime, deux chauffeurs de taxi ainsi qu'un inspecteur provincial des débits d'alcool.
L'avocat qui lui fut commis d'office fut le député provincial Judson C. Lodke, qui demanda à ce que le procès soit annulé après que Baker eut témoigné de la tentative de viol, accusation qui ne faisait pas partie de l'acte d'accusation et qui aurait pu enflammer le jury. Lodke ne fit aucun contre-interrogatoire des témoins et n'appela pas Wilson à témoigner à la barre ; un observateur local, professeur de droit à l'université de l'Alabama, décrivit sa défense comme inexistante. Le procès dura quatre heures de demie et aboutit à la condamnation à mort de Wilson pour vol avec violence. Plus tard, lors d'une interview avec des journalistes de Toronto, l'avocat affirma que Wilson aurait dû être lynché et qu'il avait de la chance d'avoir eu un procès.
D'après le journal Des Moines Register à l'époque, « un officiel du tribunal a suggéré que le jury fut influencé lorsque Mme Barker lui a dit que Wilson s’était adressé à elle sur un ton qui manquait de respect ». Wilson aurait également tenté de violer la victime, ce qui aurait valu vingt ans maximum si cette accusation avait été retenue par l'acte d'accusation.
La loi en vigueur alors en Alabama prévoyait bien la peine capitale pour vol avec violence, mais elle n'avait jusqu'alors été prononcée que dans trois cas, pour des vols de plus de 5 $.

### Réactions

#### Internationales
Le caractère perçu comme disproportionné de cette sentence fut largement dénoncé dans le monde : plusieurs articles évoquèrent cette peine dans des pays tels que le Liberia, le Canada, la Suisse, le Royaume-Uni et le Ghana. Certains responsables politiques se joignirent aux protestations : ainsi, des députés canadiens demandèrent au Premier ministre John Diefenbaker d'intervenir, mais cette demande fut jugée hors sujet. Ce mouvement fut particulièrement actif dans le tiers monde, ce qui, dans un contexte de guerre froide, était un sujet d'inquiétude pour le Département d'État,,.
La presse du bloc communiste utilisa cette affaire comme une preuve de la corruption morale de Amérique : ainsi, un journal bulgare demanda si la valeur de la vie humaine était descendue à un prix aussi bas, et des revues praguoises inscrivirent le sous-titre "Voici l'Amérique" dans leurs narrations de l'affaire,.
Le gouverneur Folsom affirma avoir reçu des milliers de lettres, certaines contenant la somme de 1,95 $.

### Suites de l'affaire
Un recours en cassation fut introduit à la Cour suprême de l'Alabama mais il fut rejeté le 12 juin 1958, ainsi qu'une requête de révision le 11 septembre 1958 ; la date de l'exécution fut également fixée au 24 octobre 1958.
La condamnation à mort fut commuée en peine de prison à perpétuité par le gouverneur James Folsom, Sr. à la suite d'une pression internationale « intense » et à l'intervention de John Foster Dulles,.
Wilson fut relâché le 1er octobre 1973, à l'âge de 70 ans ; rien n'a été trouvé sur son destin après cette date.